# 乌拉圭南极属地
乌拉圭南极属地（西班牙語：Antártida Uruguaya）是Julio César Musso教授为被认为是乌拉圭应该宣称主权的南极地区取的名字。
它既不是一个特殊定义也不意味着领土宣称，只被认为是由乌拉圭南部海域延伸的投影面积。

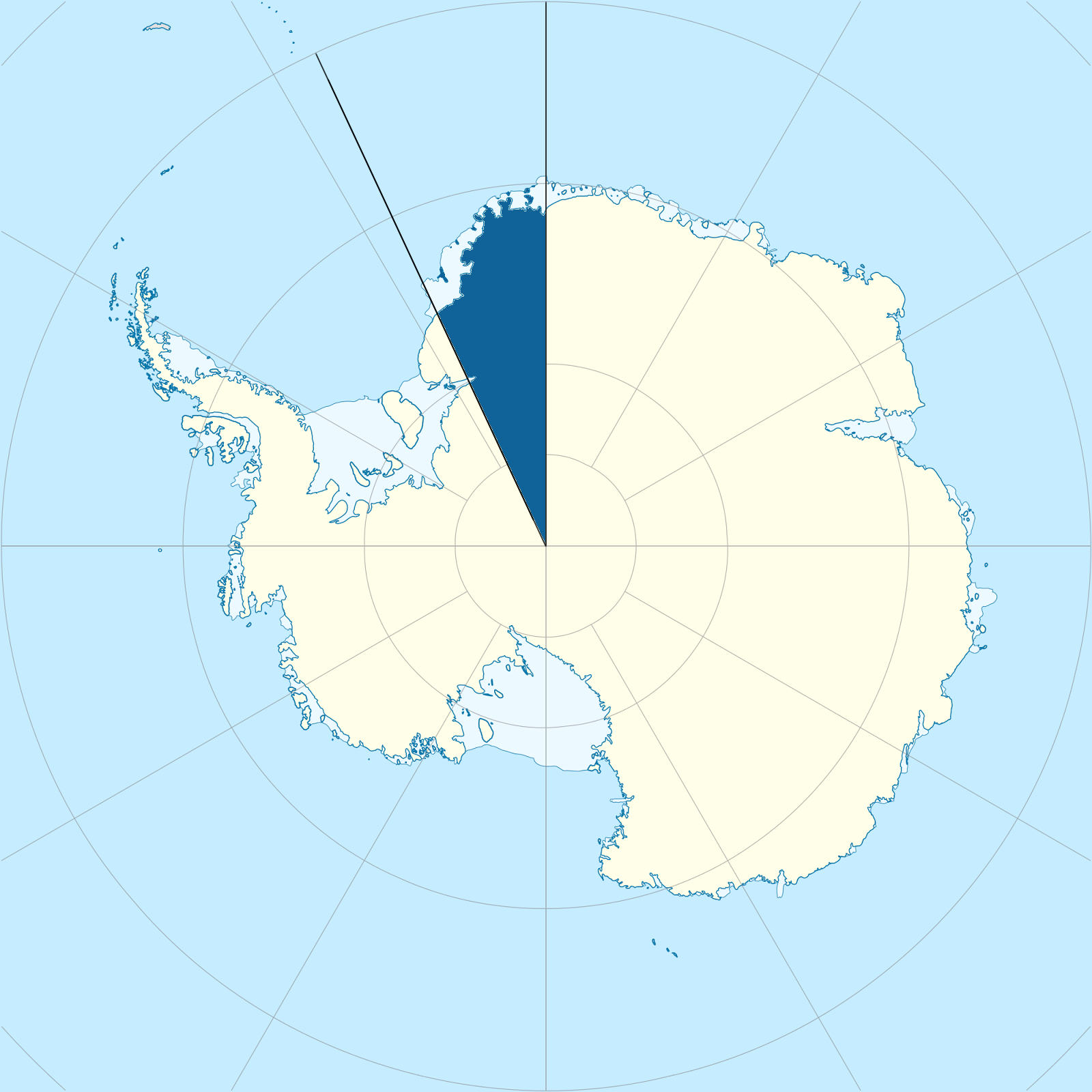
1973年提出的區域

乌拉圭是南极条约体系的咨询成员国。